# 98 Водолея
98 Водолея (лат. 98 Aquarii), b¹ Водолея (лат. b¹ Aquarii), HD 220321 — одиночная звезда в созвездии Водолея на расстоянии приблизительно 162 световых лет (около 50 парсеков) от Солнца. Видимая звёздная величина звезды — +3,98m.

## Характеристики
98 Водолея — оранжевый гигант спектрального класса K1III или K0III. Масса — около 2,1 солнечных, радиус — около 14 солнечных, светимость — около 86,29 солнечных. Эффективная температура — около 4655 К.